# Jan Matuszyński

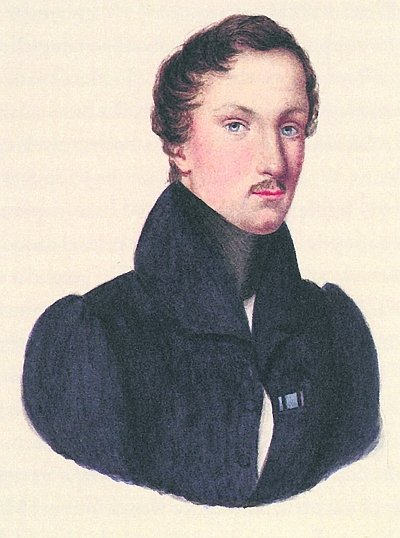
Jan Matuszyński (1808–1842)

Jan Edward Aleksander Matuszyński (* 14. Dezember 1808 in Warschau; † 20. April 1842 in Paris) war ein polnischer Arzt. Er war ein enger Freund des Komponisten Frédéric Chopin in Warschau und Paris.

## Biographie
Er war der Sohn von Jan Fryderyk Matuszyński (1768–1831), einem Arzt, Chirurg und Direktor des lutherischen Hospitals in Warschau. In seiner bürgerlichen Familie wurde musiziert, er selbst spielte Flöte.
Jan Matuszyński (auch „Jasiu“) freundete sich am Warschauer Lyzeum mit Chopin an, wo sie beide zur Schule gingen und an welchem Chopins Vater Französisch unterrichtete.
Ab 1827 studierte Jan Matuszyński Medizin an der Universität Warschau. Während des Novemberaufstandes war er Bataillonsarzt im Dienst der polnischen Armee im fünften Pferdeartillerie-Regiment, dann in einem Spital der Grenadiere, und er wurde schließlich mit dem goldenen Kreuz des Virtuti Militari ausgezeichnet. Nachdem der Aufstand niedergeschlagen worden war, ging er nach Deutschland ins Exil und doktorierte an der Universität Tübingen zum Thema: Über die Natur und Behandlung des Weichselzopfes.
1834 emigrierte er nach Paris und wohnte zwei Jahre zusammen mit Chopin in einer gemeinsamen Wohnung an der Chaussée-d’Antin, Nr. 5.

„Ich kann Dir nicht sagen wie glücklich wir waren uns wiederzusehen nach fünf Jahren der Trennung. Er ist gross und kräftig geworden, ich erkannte ihn nicht wieder. [...] Diese Strasse ist etwas weit entfernt von der École de Médecine und den Spitälern, aber ich habe gute Gründe um bei ihm zu bleiben – er ist alles für mich. Wir verbringen die Abende im Theater oder auf Besuch, es sei denn, wir bleiben ruhig zu Hause um uns zu amüsieren.“

Er doktorierte ein weiteres Mal an der École de Médicine in Paris, spezialisierte sich auf Physiologie und erhielt 1837 den Doktortitel für Medizin mit seiner Arbeit: De l’influence du nerf sympathique sur les fonctions des sens.
Jan Matuszyński heiratete am 21. Dezember 1836 in der polnischen Kirche in der Rue Saint-Honoré Caroline Clothilde Boquet. Chopin war Trauzeuge. Aber diese Ehe erwies sich bald als zermürbend.
Im Jahr 1842 starb er an Tuberkulose. Die letzten Tage vor seinem Tod pflegte ihn George Sand in einem Zimmer der Wohnung in der Rue Pigalle. Sie schrieb: „Er ist in unseren Armen gestorben nach einem langen und grausamen Todeskampf, unter welchem auch Chopin litt, als wäre es sein Eigener. Er [Chopin] war stark, mutig und ihm ergeben... aber als es vorbei war, war er gebrochen.“
Jan Matuszyński wurde auf dem Cimetière de Montmartre beigesetzt.